# دهکده گرینویچ (فیلم)
دهکده گرینویچ (انگلیسی: Greenwich Village) فیلمی به کارگردانی والتر لنگ است که در سال ۱۹۴۴ منتشر شد.

## داستان
در سال 1922، کنت هاروی، آهنگساز مشتاق، از غرب میانه به روستای گرینویچ، نیویورک سفر می کند، جایی که امیدوار است آهنگساز مشهور کاوسکی را در کنسرتو خود جلب کند. کنت وارد یک اسپیکر می شود که متعلق به دنی اوهار بی پروا است، که می خواهد یک موسیقی عجیب و غریب برای نمایش معشوق آوازخوان خود، بانی واتسون، به نمایش بگذارد. دنی امیدوار است که نمایش بانی را به یک ستاره تبدیل کند و این واقعیت را جبران کند که او فرصت بازی در نقش اصلی برای زیگفلد را برای او تمام کرد. دیگر سرگرم کننده اصلی دنی، پرنسس کوئریدا، به اشتباه تصور می کند که کنت ثروتمند است، اگرچه چند اسکناس صد دلاری که او بی گناه چشمک می زند، میزان پول سفر او است. دنی بلافاصله کنت را به‌عنوان یک آدم کوچک هدف قرار می‌دهد و شروع به دوستی با او می‌کند، اما بانی مخالفت می‌کند و به کنت اجازه می‌دهد تا او را به خانه اسکورت کند. بانی در آپارتمانش اعتراف می کند که وقتی به روستای گرینویچ آمد، آرزوی شاعر شدن داشت و به کنت توصیه می کند که در نمایش پولش بیشتر مراقب باشد. دنی که به جذابیت آشکار کنت و بانی نسبت به یکدیگر حسادت می کند، باند را برای یک مهمانی به آپارتمان بانی می آورد و کنت برخی از کنسرتوهای خود را برای آنها می نوازد.
صبح روز بعد، دنی ترتیبی می دهد که کنت به آپارتمان طبقه آخر نقل مکان کند و شروع به نوشتن آهنگ برای نمایش آنها کند، اگرچه بانی تصریح می کند که اگر کاوسکی دوست داشت موسیقی کنسرتوی کنت باید از برنامه حذف شود. در همین حال، هوفر، ویولونیست سابق ارکستر کاوسکی، استاد را متقاعد می کند که نوازندگی کنت را بشنود، کاری که کاوسکی با اکراه انجام می دهد تا از شر هوفر خلاص شود. سپس هوفر به کنت دروغ می گوید و به او می گوید که کاوسکی می خواهد کنسرتو خود را در سالن کارنگی اجرا کند و آنها باید فوراً ارکستراسیون را شروع کنند. کنت سخت روی موسیقی‌اش کار می‌کند و از برنامه دنی کناره‌گیری می‌کند، حتی اگر بانی قبلاً اشعار آن را نوشته است. دنی خشمگین می شود، به خصوص وقتی می بیند که بانی و کنت در حال بوسیدن هستند، اما بانی از خوش شانسی ظاهراً کنت به وجد می آید. دنی که برای بانی ناشناخته است، که همچنان اعداد را با استفاده از موسیقی کنت تمرین می‌کند، از وضعیتی که هوفر پس‌انداز زندگی‌اش را که هوفر می‌گوید پیش‌پرداخت دستمزد نوازندگان برای اجرای سالن کارنگی است، کلاهبرداری می‌کند، آگاه است. هوفر با پول ناپدید می شود و کنت پس از صحبت با کاوسکی متعجب متوجه خیانت خود می شود.
کنت دلشکسته در راه خانه است که هوفر را می بیند که پول را به دنی پس می دهد و او متوجه شده است که بانی واقعاً عاشق کنت است. آهنگساز جوان موقعیت را اشتباه درک می کند و فرض می کند که دنی و بانی در این کلاهبرداری بوده اند. در حالی که کنت با عصبانیت چمدان‌هایش را جمع‌آوری می‌کند، کوئریدا از او سؤال می‌کند و متوجه سوء تفاهم او می‌شود. سپس او را با دادن مقداری مشروبات الکلی برای حمل دستگیرش می کند، و در حالی که کنت در زندان به سر می برد، دنی، بانی و دیگران تمرینات خود را افزایش می دهند و آماده می شوند تا نمایش را باز کنند. در شب افتتاحیه، دست راست دنی، بروفی، کنت را از زندان نجات می دهد و آهنگساز خشمگین برای مقابله با دنی با عجله به سالن تئاتر می رود. کنت در حالی که از تماشاگران تماشا می کند، از دیدن کاوسکی که کنسرتوی خود را که به یک شماره استادانه با حضور کوئریدا و بانی تبدیل شده است، شگفت زده می شود. کنت با عجله به پشت صحنه می رود، جایی که دنی فاش می کند که کاوسکی پس از اطلاع از کلاهبرداری انجام شده توسط هوفر، خدمات خود را داوطلبانه انجام داده است. دنی همچنین به کنت توصیه می کند که با بانی آرایش کند و بعد از آخرین شماره او، کنت او را در بال ها در آغوش می گیرد.

## بازیگران
- کارمن میراندا
- دان آمچی
- ویلیام بندیکس
- ویویان بلین
- پال هرست
- دل هندرسون
- جودی هالیدی